# Abadía territorial de Claraval
El abadía territorial de Claraval (en latín: Abbatia Territorialis Claravallensis in Brasilia y en portugués: Abadia Territorial de Claraval) fue una circunscripción eclesiástica de la Iglesia católica en Brasil. Se trataba de una abadía territorial latina, sufragánea de la arquidiócesis de Pouso Alegre. Fue suprimida el 31 de julio de 2002.

## Territorio y organización
La abadía territorial tenía 844 km² y extendía su jurisdicción sobre los fieles católicos de rito latino residentes en los municipios de Claraval e Ibiraci en la parte occidental del estado de Minas Gerais.
La sede de la abadía territorial se encontraba en la ciudad de Claraval, en donde se halla la abadía de Claraval, cuya iglesia abacial de Nuestra Señora del Espíritu Santo era la catedral, y hoy pertenece a la diócesis de Guaxupé.
En 2001 en la abadía territorial existían 2 parroquias: la Catedral de Nuestra Señora del Espíritu Santo y iglesia de Nossa Senhora das Dores, en Ibiraci.

## Historia
La abadía territorial fue erigida por el papa Pablo VI el 11 de mayo de 1968 mediante la bula Caelestis urbis, tomando su territorio de la diócesis de Guaxupé. Fue hecha sufragánea de la arquidiócesis de Pouso Alegre.
El seminario abacial fue erigido en 1972. El primer rector fue el padre Mauro Cavallo, cisterciense llegado de la abadía de Casamari en Italia.
El 31 de julio de 2002 perdió el privilegio de territorialidad mediante el decreto Ad uberius de la Congregación para los Obispos, y su territorio fue reagregado a la diócesis de Guaxupé.
La abadía de Claraval fue la última abadía elevada al rango de abadía territorial. De hecho, mediante la carta apostólica Catholica Ecclesia de 1976, hoy la Iglesia católica ya no erige abadías territoriales.

## Estadísticas
Según el Anuario Pontificio 2002 la abadía territorial tenía a fines de 2001 un total de 10 316 fieles bautizados.
| Año                                                                             | Población            | Población | Población      | Sacerdotes | Sacerdotes    | Sacerdotes    | Bautizados por sacerdote | Diáconos permanentes | Religiosos | Religiosos | Parroquias |
| Año                                                                             | Bautizados católicos | Total     | % de católicos | Total      | Clero secular | Clero regular | Bautizados por sacerdote | Diáconos permanentes | Varones    | Mujeres    | Parroquias |
| ------------------------------------------------------------------------------- | -------------------- | --------- | -------------- | ---------- | ------------- | ------------- | ------------------------ | -------------------- | ---------- | ---------- | ---------- |
| 1970                                                                            | 15 460               | 16 060    | 96.3           | 7          |               | 7             | 2208                     |                      | 7          |            | 2          |
| 1976                                                                            | 17 000               | 18 000    | 94.4           | 5          |               | 5             | 3400                     |                      | 6          |            | 2          |
| 1980                                                                            | 11 900               | 12 600    | 94.4           | 6          |               | 6             | 1983                     |                      | 11         |            | 2          |
| 1990                                                                            | 10 600               | 11 800    | 89.8           | 6          |               | 6             | 1766                     |                      | 7          |            | 2          |
| 1999                                                                            | 10 625               | 12 500    | 85.0           | 7          |               | 7             | 1517                     |                      | 12         | 3          | 2          |
| 2000                                                                            | 12 398               | 15 498    | 80.0           | 6          |               | 6             | 2066                     |                      | 19         | 3          | 2          |
| 2001                                                                            | 10 316               | 12 816    | 80.5           | 6          |               | 6             | 1719                     |                      | 17         | 4          | 2          |
| Fuente: Catholic-Hierarchy, que a su vez toma los datos del Anuario Pontificio. |                      |           |                |            |               |               |                          |                      |            |            |            |

## Episcopologio
- P. Giuseppe Pietro Agostini, O.Cist. † (12 de julio de 1969-1972 renunció)
  - Sede vacante (1972-1976)
- P. Carmelo Domenico Recchia, O.Cist. † (7 de diciembre de 1976-24 de marzo de 1999 retirado)
  - Sede vacante (1999-2002)[nota 1]